# Crataegus marshallii
Crataegus marshallii är en rosväxtart som beskrevs av Eggleston. Crataegus marshallii ingår i Hagtornssläktet som ingår i familjen rosväxter. Inga underarter finns listade i Catalogue of Life.